# Reino de Nobácia
Nobácia ou Nobádia (em grego clássico: Νοβαδἰα); em núbio antigo: ⲙⲓⲅⲓⲧⲛ︦ ⲅⲟⲩⲗ; romaniz.:  Migitin Goul) foi um reino da Antiguidade Tardia na Núbia Inferior. Junto com os outros dois reinos, Macúria e Alódia, sucedeu o Reino de Cuxe. Após seu estabelecimento em cerca de 400, Nobácia gradualmente se expandiu ao derrotar os blêmios no norte e incorporar o território entre a segunda e terceira cataratas do Nilo no sul. Em 543, converteu-se ao cristianismo copta, apenas para ser anexado por Macúria sob circunstâncias conhecidas em algum ponto durante o século VII.

## História
O Reino de Nobácia foi fundado na antiga província meroítica de Aquiné, que compreendia grande parte da Núbia Inferior e se especula que já fosse autônomo antes da queda final do Reino de Cuxe em meados do século IV. Enquanto os nobatas (em latim: nobatae) foram convidados à região de suas terras no Deserto Ocidental pelo imperador Diocleciano já em 297, seu reino se tornou tangível apenas cerca de 400. A Nobácia Precoce é muito provavelmente à civilização chamada pelos arqueólogos de Cultura de Balana. Depois, os nobatas foram bem sucedidos em derrotar os blêmios, e uma inscrição de Silco, Basilisco dos nobatas, reclamou ter empurrado os blêmios ao Deserto Oriental. Por volta dessa época, a capital nobácia foi estabelecida em Pácoras (moderna Faras); logo depois, Nobácia converteu-se ao cristianismo não-calcedônio.
Em 707, Nobácia foi anexada por seu vizinho meridional, Macúria. As circunstâncias desta fusão são desconhecidas. É também incerto o que ocorreu com a família real nobácia. A fusão talvez ocorreu antes da conquista muçulmana em 652, uma vez que as histórias árabes falam de apenas um estado cristão na Núbia e alcançaram tão longe quanto Dongola. A Nobácia parece ter mantido alguma autonomia no novo Estado. Foi governado por um eparca que foi também intitulado doméstico de Pácoras. Foi originalmente nomeado, mas parece ter sido dinástico mais adiante. Alguns de seus registros foram encontrados no Forte Ibrim, apresentando figura de grande poder. O nome Nobácia é frequentemente dado como Almaris nas histórias árabes. A eparquia da Nobácia permaneceu uma parte integrante do reino de Macúria até o final, como é confirmado por um documento de 1463 que menciona um eparca chamado Tederre.

## Religião

### Paganismo
Desde o Reino Ptolemaico (332–30 a.C.), a "religião de Estado" da Núbia Inferior era o culto de Ísis de Filas. Sua importância superou os períodos ptolemaico e meroítico e peregrinos núbios continuaram a viajar a Filas. O templo de Filas foi fechado em 535-538 e os núbios foram proibidos de entrar nele. Outro culto de Ísis, os greco-romanos mistérios de Ísis, foi praticado em Nobácia num templo descoberto no Forte Ibrim. Esse culto também foi praticado desde o tempo meroítico.

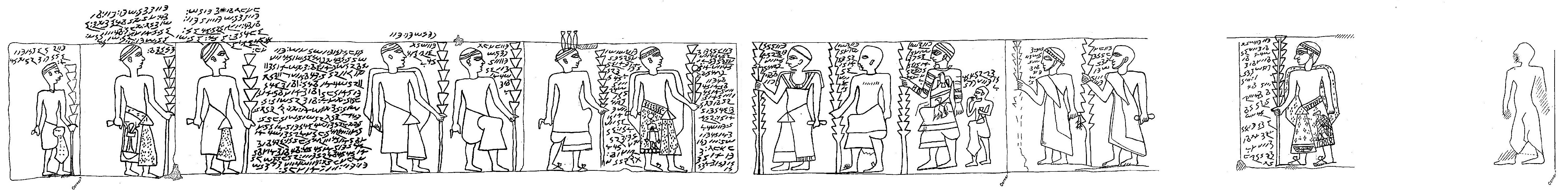
Relevos da câmara "etíope" dentro do Templo de Ísis em Filas, descrevendo peregrinos e sacerdotes do sul

### Cristianismo

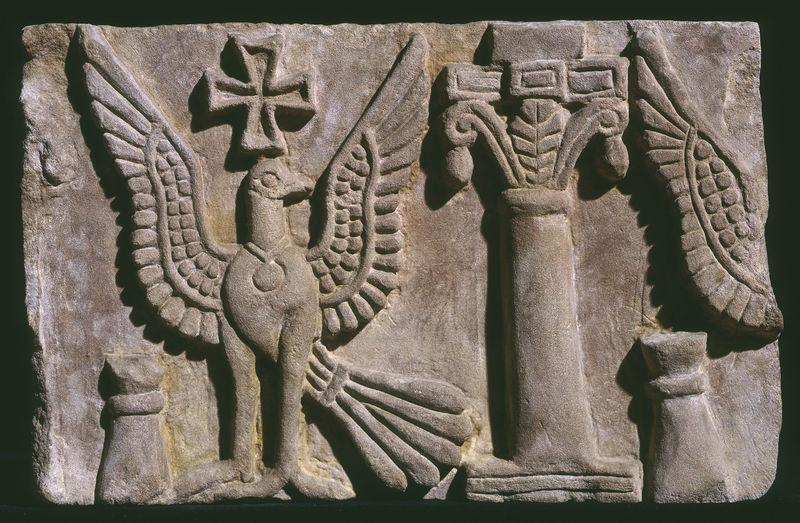
Fragmento de friso do século VII da Basílica de Faras

A conversão ao cristianismo, em meados do século VI, ocorreu num processo de conversão muito rápido, que foi completado no ano 580. Nos inúmeros cemitérios pode-se observar uma mudança abrupta e imediata das práticas de sepultamento pagão para cristão, com forma diferente de sepultura, e a cessação da antiga prática de enterrar bens materiais com os mortos. Pode-se observar também a conversão dos antigos templos egípcios e cuxitas em igrejas, e a destruição violenta dos santuários de Ísis no grande centro urbano de Forte Ibrim.
As circunstâncias eram, em grande parte, políticas. No século VI, as seitas diofisista e monofisista estavam disputando o controle da Igreja; houve confrontos frequentes e por vezes violentos entre seus adeptos no Egito e nas terras do leste. Ambas as seitas buscaram vantagens, contando com o apoio dos núbios, que ainda eram famosos como guerreiros, e ambos enviaram expedições missionárias quase na mesma época. Por outro lado, os governantes nobácios provavelmente viram uma chance de fortalecer seus laços com o Egito e com o Império Bizantino, adotando o que agora se tornou a fé estabelecida daqueles países e, de fato, da maioria do mundo civilizado que conheciam.
Como confirmado pela evidência epigráfica e arqueológica, o cristianismo já estava presente em parte da sociedade nobácia mesmo antes da conversão oficial de 543. A elite pode ter começado a considerar a conversão nos anos 530, em paralelo ao fechamento do templo de Ísis. O cristianismo começou a se espalhar através na Nobácia em vários níveis a diferentes velocidades. As cidades rapidamente adotaram a nova religião, enquanto a cristianização das vilas não foi concluída até o século VII-IX. Ao sul da segunda catarata, o cristianismo parece ter começado a se espalhar mais tarde do que no norte, possivelmente desde o final do século VI ou começo do VII.

## Cultura militar
Nada se sabe sobre a organização do exército nobácio. Muitas das armas empregados pelos nobácios eram oriundas do período meroítico.

### Armas de tiro

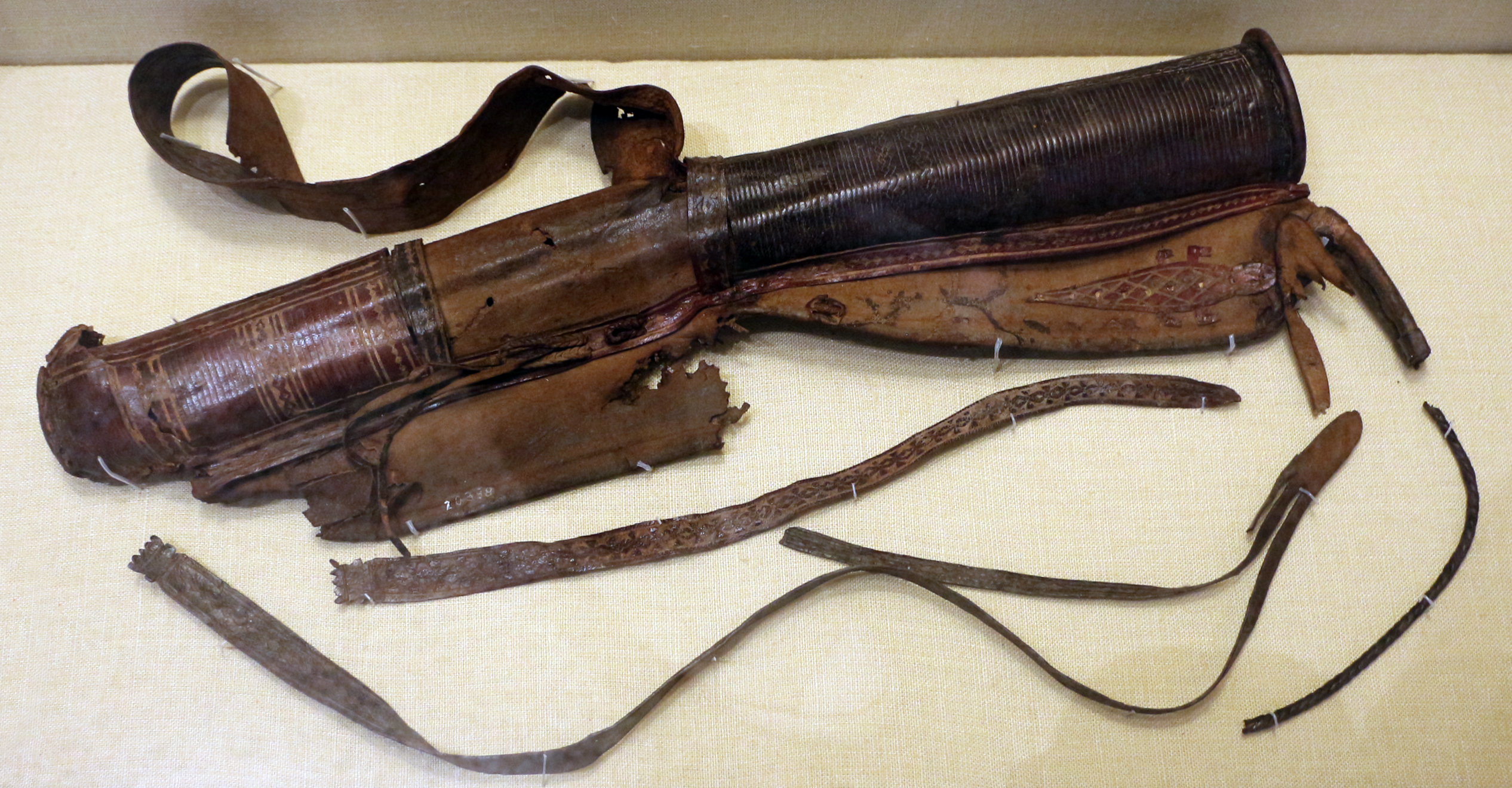
Aljava de Custul, ca. 400

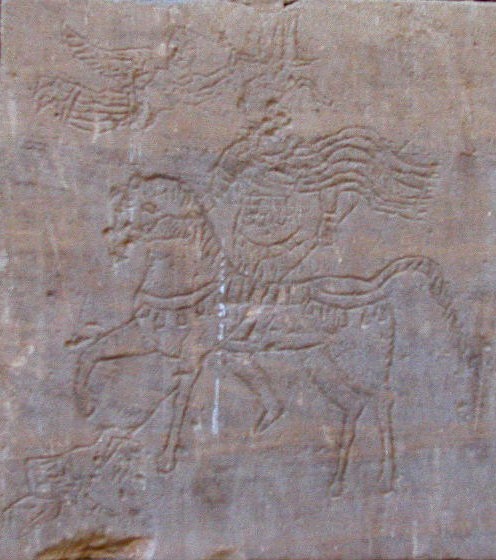
Grafite do Templo de Calabexa de Silco montado enquanto é coroado por Nice

A arqueologia do período pagão confirma a relevância da arquearia aos núbios e, assim, aos nobácios. Arcos longos ligeiramente reflexos, em uso por mercenários cuxitas desde o Reino Médio (2055–1650 a.C.), foram substituídos por arcos compósitos reflexivos durante o período-meroítico ou pós-meroítico, medindo cerca de um metro e originalmente projetados para serem disparados a cavalo.  Um simples autoarco é conhecido de uma tumba nobácia precoce em Custul. Atiraram flechas farpadas e talvez envenenadas de cerca de 50 centímetros de comprimento. Para armazená-las, usaram aljavas feitas de couro curtido originalmente de animais de pescoço longo como cabras ou gazelas. Outrossim, foram aprimorados com correias, abas e decoração elaborada. As aljavas eram possivelmente usadas não nas costas, mas na frente. Na mão que seguravam o arco, os arqueiros usavam braceletes para proteger a mão de ferimentos enquanto puxavam a corda do arco. À nobreza, pulseiras podiam ser feitas de prata, ao passo que versões mais pobres eram feitas de couro cru. Além do que, os arqueiros usavam anéis de polegar, medindo entre três e quatro centímetros. Assim, os arqueiros núbios teriam empregado uma técnica de puxar a corda muito semelhante à persa e à chinesa, ambas igualmente dependentes de anéis de polegar.

### Armas brancas
Uma arma característica dos nobácios era um tipo de espada curta. Era uma lâmina reta afiada apenas em uma borda e, portanto, não era projetada para estocar, mas para retalhar. Além dessas espadas, haviam também lanças, algumas com grandes lâminas, parecidas com alabardas. Essas lanças de lâmina larga possivelmente eram usadas apenas para atos cerimoniais.

### Armaduras e escudos
Guerreiros nobácios utilizavam escudos e armaduras, a maioria fabricada de couro. Fragmentos de couro grosso foram achados nos túmulos reais de Custul, sugerindo que o enterro era realizado com o defunto utilizando armadura. Um peitoral bem preservado de couro de boi e ricamente decorado foi achado no Forte Ibrim, enquanto outra destas indumentárias, mas bem menos preservada, foi descoberta em Jebel Ada, feita de pele de réptil, possivelmente de um crocodilo. Um outro fragmento que possivelmente foi uma couraça foi encontrado em Custul; é composto por várias camadas de couro curtido e cravejado com rosetas de chumbo.

## Cultura e arquitetura

### Fase de Balana
Os primeiros nobácios parecem ter prosperado, em grande parte, com o comércio com o Egito romano e bizantino, apesar das hostilidades ocasionais. Não foi, porém, uma época de alta criatividade artística ou cultural, especialmente em comparação com os períodos que antecederam e seguiram. Os nobácios desta época não levantaram monumentos arquitetônicos, além dos enormes mas simples túmulos de terra dos governantes, e não produziram nenhuma literatura que tenha sobrevivido. Sua cerâmica, embora bem moldada, copiava as tradições vermelhas severamente simples dos últimos oleiros romanos. A mobília ornamentada nos túmulos reais é, obviamente, outra questão, mas o desenho desses bens deixa claro que eram quase todos feitos no exterior.

### Fase copta

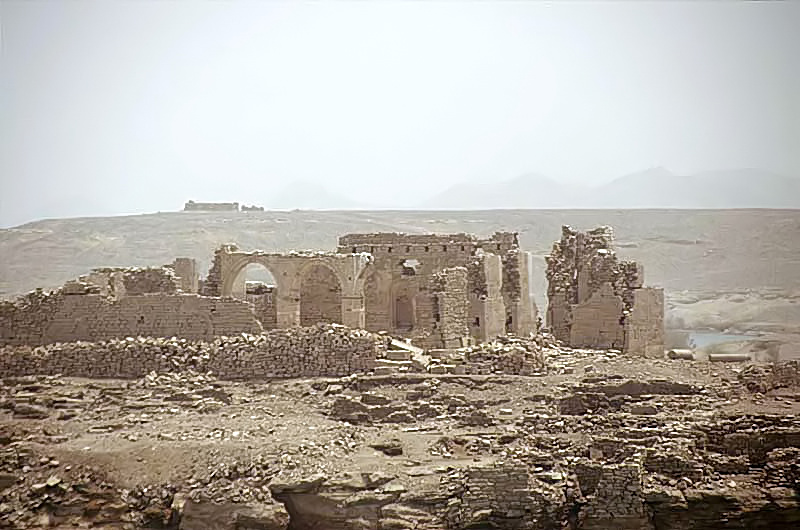
Ruínas da basílica de Forte Ibrim

Essa foi uma fase pós-conversão. As realizações culturais e artísticas mais notáveis ocorreram nos campos da arquitetura eclesiástica, na decoração mural, nas manufaturas domésticas - especialmente da cerâmica e literatura religiosa, forjando inovações significativas e engenhosas sobre temas familiares cristãos. Entre os monumentos arquitetônicos os principais estavam as catedrais. Os edifícios compartilhavam a maior parte das características litúrgicas das igrejas núbias comuns: plano oblongo dividido numa nave central e corredores de flanco, com um santuário absidal no lado leste e salas de sacristia em cada lado. Já as catedrais eram substancialmente maiores em tamanho e eram construídas de pedra cortada. Os telhados eram suportados por colunas monolíticas encimadas por capitéis ornamentados, uma característica não encontrada na arquitetura núbia pré-cristã. A característica mais marcante das catedrais era que estas possuíam dois corredores de cada lado da nave central, no lugar de um como era habitual nas igrejas. A maioria dos edifícios tinha, em seu desenho original, um nártex ou pórtico no extremo oeste, em contraste com as igrejas comuns, que geralmente não o tinham. As primeiras igrejas da região parecem ter sido decoradas principalmente com pedra esculpida. Depois do século VIII, a escultura deu lugar à pintura mural como forma exclusiva de decoração.